# De smokkelaars van de Tigris
De smokkelaars van de Tigris is een roman van Karl May uit 1898.

## Verhaal
Na de ontmoeting in het  laatste verhaal met Marah Doerimeh, is bij Kara Ben Nemsi en Hadji Halef Omar  het verleden weer tot leven gekomen. Een jaar later besluiten ze om samen de ruïnes van Babylon te gaan bezoeken, waar ze beiden bijna destijds door een pestaanval waren gedood. Halef is inmiddels de sjeik geworden van zijn stam de Haddedihns. Dit laatste feit maakt hem er niet nederiger op en de samenwerking met Kara Ben Nemsi lijdt onder zijn te grote zelfvertrouwen. Laatstgenoemde berijdt Assil Ben Rih, Halef heeft het voortreffelijke paard El Bharka (Bliksem) onder zich.
Op hun tocht langs de rivier de Tigris stuitten ze op drie Perzische smokkelaars, die zichzelf silans, schaduwen noemen en een ring ter herkenning dragen. Halef denkt dat ze tot de sekte van de  Biba’s behoren. Later in Bagdad logeren ze bij oude bekenden, De Pool Dozorca en zijn bediende Kepek. Laatstgenoemde heeft zijn baas die officier was in het Turkse leger, het leven gered tijdens de gruwelen in Damascus van 1860, waarbij Abd al-Kader een positieve hoofdrol speelde. Officier Dozorca was destijds  getrouwd met een Perzische vrouw en samen hadden ze een zoon Ikbal en een dochter Sefa. Alle drie verdwijnen ze in de gruwelen van 1860 te Damascus. Uiteindelijk komt Dozorca aan het hoofd te staan van de belastingdienst van de Turkse sultan te Bagdad. Deze functie moet hij echter gedwongen opgeven, nadat hij in de tentakels van een Perzische smokkelbende verstrikt is geraakt.
Bij een poging tot diefstal van de voortreffelijke paarden komt een paardendief om en er volgt een zitting bij de rechtbank te Hilla. Daar speelt Kara Ben Nemsi de soennietische rechter en de sjiitische bevolking knap tegen elkaar uit, waarbij hij ook nog eens scoort door de 19e soera aan te halen, die de Christenen een plaats in de Koran geeft. Samen ontsnappen ze te paard aan de rechtbank door over een muur te springen, waarna ze hun tocht voortzetten.
Bij de ruïnes van Babylon wordt een rijke Perzische lijkenkaravaan van 12 man op de eigenwijze leider na uitgemoord door Perzische smokkelaars, die als bijverdienste aan het moorden zijn geslagen. In de ruïne bevindt zich hun schatkamer, waar de resultaten van decennia smokkel, roof en moord nauwkeurig gedocumenteerd zijn opgeslagen. Kara Ben Nemsi  laat Halef gevangen achter bij de bandieten en rijdt terug naar Hilla. Daar treft hij een bekende hoge officier van de sultan, de Hongaar Osman Pasja. Laatstgenoemde is naar Bagdad gestuurd omdat de Perzische Sjah Naser ed-Din Kadjar probeert Bagdad en de Sjiitische heilige plaatsen aan zijn rijk toe te voegen. Kara Ben Nemsi ontmaskert middels een geheime brief de rechter van Hilla als handlanger van de sjah. Hij krijgt vervolgens volmacht de smokkelaars van de Tigris met 60 regeringssoldaten gevangen te nemen. Bij deze actie worden Hadji Halef Omar en de leider van de lijkenkaravaan door Kara ben Nemsi bevrijd. Osman Pasja is buitengewoon tevreden met de gang van zaken. De ruïnes van Babylon bevatten geld en goederen van  onschatbare waarde. Officier Dozorca uit Bagdad krijgt het hem afgeperste geld en zijn titel terug. Halef krijgt na enig bedelen een fraaie armband voor Hanneh. De 60 regeringssoldaten krijgen de beloofde beloning en hun aanvoerder wordt bevorderd tot majoor. De leider van de bende, de sefir, hangt zich op in zijn cel. De onvoorzichtige Pers krijgt zijn geroofde bezittingen terug.
In Bagdad bezoeken Kara Ben Nemsi en Halef nogmaals Dozorca en zijn bediende en brengen hem zijn afgeperste geld en zijn officiële rang terug. Zijn kwelgeest heeft zich opgehangen en zijn bende is geliquideerd. Tevreden keren de twee reisgenoten terug naar de Haddedihns.